# Indotuberoaphis sorbi
Indotuberoaphis sorbi är en insektsart. Indotuberoaphis sorbi ingår i släktet Indotuberoaphis och familjen långrörsbladlöss. Inga underarter finns listade i Catalogue of Life.